# AS Tríkala 2000
L’AS Tríkala 2000 (en grec : Α.Σ. Τρίκαλα 2000), est un ancien club grec de basket-ball, basé dans la ville de Trikala (Thessalie).
L’Athlitikos Syllogos Tríkala 2000 fut créé le 13 septembre 1999, après la fusion de deux clubs de la ville (Danaos et Sporting) ; en 2006, le club accède à la seconde division (A2 Ethniki), et après avoir remporté en 2007-2008 le championnat d’A2 (deuxième division), il accède à l’ESAKE A1.
Lors de cette saison 2007-2008, l’AS Tríkala 2000 a égalé le record de victoires en une saison (24), détenu jusqu’alors par Makedonikós.
En octobre 2010, le club est en banqueroute et cesse d'exister.

## Entraîneurs successifs
- Yánnis Tzímas
- 2008 :  Yannis Christopoulos